# 橋仔村
橋仔村（馬拼：Kyò-kiāng-tshoung，平話字：Giò-giāng-chŏng）位於中華民國福建省連江縣馬祖北竿鄉，位於北竿島北側，北方與大坵島相距僅200公尺。橋仔村境內共有8座廟宇，為馬祖地區廟宇最多的村莊，因此又有「廟村」、「神比人多」等稱號。

## 發展史
因村落位於壁山下傾斜的山谷內，境內小橋眾多，因馬祖方言「仔」即為「小」，因此名為「橋仔」。早期橋仔因漁鹽之利，做為對中國大陸商業的轉運港而發展，一度為北竿人口最多的村落。後因歷經戰地政務時期、漁場資源枯竭等因素，人口大量外移，村落逐漸沒落。隨著政府大力推展富麗漁村計畫之後，近年來海景民宿林立，人口也逐漸回流。